# 罗杰·哈格里夫斯
查尔斯·罗杰·哈格里夫斯（Charles Roger Hargreaves，1935年5月9日—1988年9月11日）是英国儿童书籍的作家和插画家，著名的作品有Mr.Men和《奇先生妙小姐》（Little Miss）系列丛书，专门提供给年纪非常小的读者。这些书里面的故事简单易懂，插图大胆并且鲜艳，已经成为流行文化的一部分超过25年。他的书在全世界以20种语言共卖出超过8500万本。

## 系列著作
- Mr Men
- Little Miss
- Walter Worm
- John Mouse
- Albert Elephant, Count Worm and Grandfather Clock
- I am...
- Timbuctoo
- Hippo Potto and Mouse
- Easy Peasy People
- Roundy and Squarey